# GPT-4.1
GPT-4.1 — це велика мовна модель у серії GPT від OpenAI. Вона була випущена 14 квітня 2025 року. Доступ до GPT-4.1 можна отримати через OpenAI API або OpenAI Developer Playground. Одночасно було випущено три різні моделі: GPT-4.1, GPT-4.1 mini та GPT-4.1 nano. З 14 травня 2025 року модель GPT-4.1 доступна для користувачів, підписаних на плани ChatGPT Plus та Pro, а GPT-4.1 mini, яка замінює GPT-4o mini, доступна для всіх користувачів ChatGPT.

## Огляд
Усі три моделі мають контекстне вікно в 1 мільйон токенів та граничний термін знань у червні 2024 року.
Моделі були протестовані в численних бенчмарках. Академічні контрольні показники знань включали AIME 2024 року, GPQA та MMLU. Серед бенчмарків кодування були SWE-bench та SWE-Lancer. Інструкції з дотриманням контрольних показників включали COLLIE та IFEval. Серед тестів зору були MMMU (відповіді на запитання про зображення), MathVista (розв'язання математичних задач, пов'язаних із зором) та CharXiv (відповіді на запитання про діаграми з дослідницьких робіт). Довгоконтекстні бенчмарки включали два абсолютно нових бенчмарки, винайдені OpenAI: «багатораундове кореференціювання» (де модель має знайти i-й екземпляр чогось у фальшивій довгій розмові, синтетично згенерованій GPT-4o)  та «Graphwalks» (змушують модель імітувати пошук у ширину).
Моделі пройшли більше навчання щодо виклику інструментів, тому «Кулінічна книга OpenAI» рекомендує використовувати виключно поле tools під час надання моделі доступу до інструментів. Моделі також навчалися більш буквально виконувати інструкції, що мало зробити їх більш керованими.

## Сприйняття
The Verge описав випуск GPT-4.1 як «поворотний момент у графіку випусків компанії». HackerNoon похвалив модель як «ВЕЛИЧЕЗНУ перемогу для розробників» і заявив, що вона ставить під сумнів переваги довшого контекстного вікна Gemini 2.5 Pro та потужних можливостей міркування Claude 3.7 Sonnet. Цві Мовшовіц охарактеризував GPT-4.1-mini як «чудову практичну модель». Однак він розкритикував OpenAI за недостатнє проведення тестування безпеки, заявивши, що він «ненавидить прецедент, який це створює».
Дві дослідницькі групи — одна під керівництвом дослідника з Оксфордського університету Оуайна Еванса, інша — зі стартапу SplxAI , що об'єднує «червоні команди» в галузі штучного інтелекту — незалежно одна від одної виявили докази того, що GPT-4.1 може бути менш вирівняним, ніж GPT-4o.